# ماهی حلوا

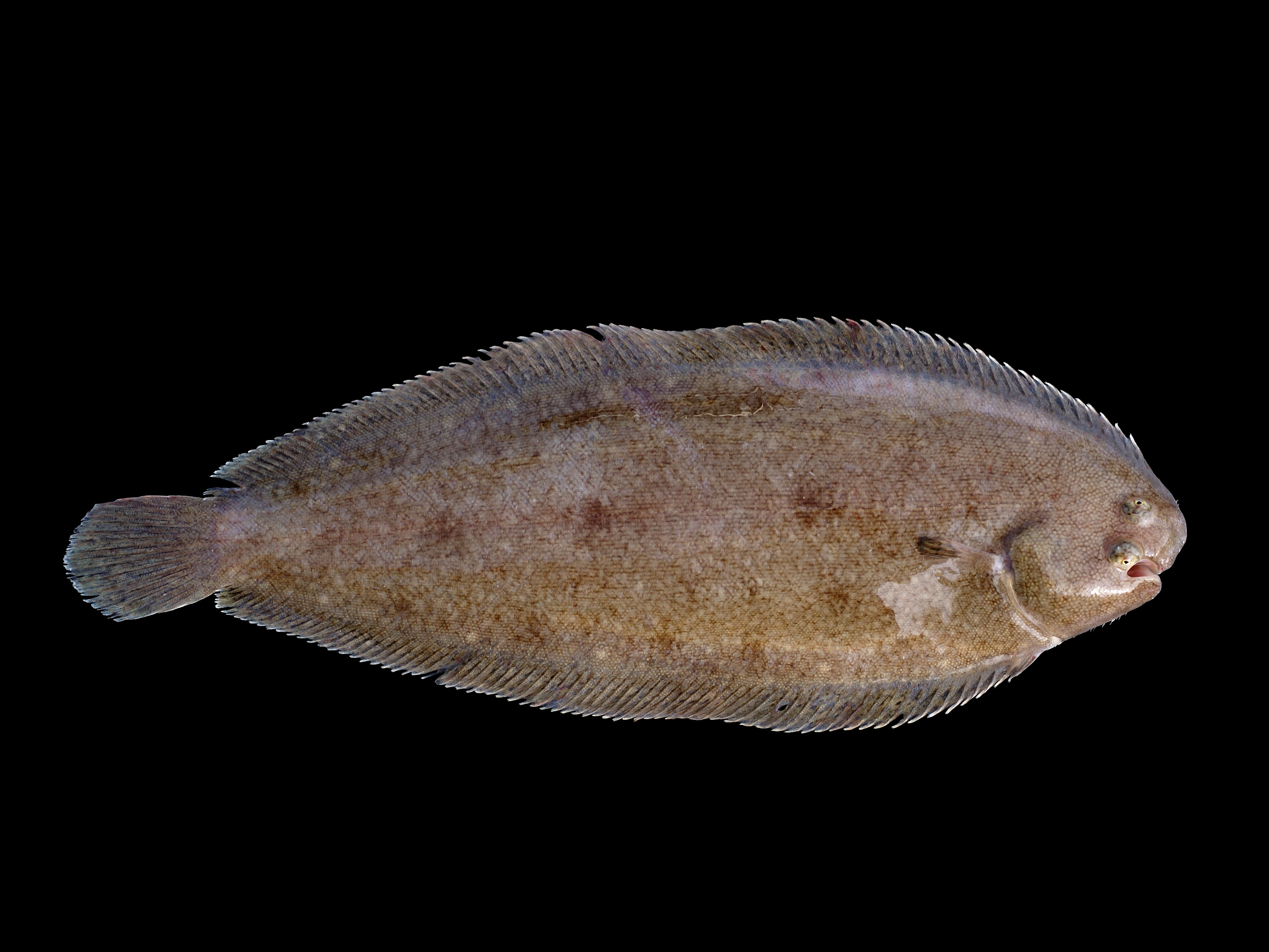
ماهی حلوا

## ماهی Sole
معادل کفشک ماهی یا ماهی زبان است. بدن ماهی زبان یا Sole، پهن، کشیده و همانگونه که از اسمش پیدا است شبیه زبان می باشد. معمولا رنگ ماهی، خاکی رنگ بوده و لکه های تیره تری روی بدن ماهی دیده می شود چشمان ماهی نیز در یک طرف سر ماهی قرار دارد.
گاهی این ماهی را با ماهی حلوا اشتباه می گیرند. تفاوتهای ظاهری این ماهی آن را از ماهی حلوا به طور کامل متمایز می نماید. لازم به ذکر است که ماهی حلوا در زبان انگلیسی Pomfret نامیده می شود.
ماهی زبان در نقاط کم عمق و در کف دریا زندگی می کند و می تواند زیر شنهای کف دریا استتار کند به همین دلیل نیز بدنی پهن و نرم دارد و چشمانش در یک طرف سر قرار گرفته اند.